# Talos (monosackarid)

Skillnaden mellan D- och L-talos

Talos är en hexos, en monosackarid med sex kolatomer i en kedja. Den har molekylformeln C6H12O6 och molmassan 180,156 g/mol. Den är inte känd i naturen.